# 联合国安全理事会第1757号决议
联合国安理会1757号决议是联合国安全理事会于2007年5月30日在第5674次会议上通过的一项决议。该决议决定于2007年6月10日前就黎巴嫩前总理哈里里遇刺一案设立哈里里案国际法庭，具体日期由联合国秘书长在考虑到国际独立调查委员会工作进展的情况下同黎巴嫩政府协商后确定，地点定于黎巴嫩，如果未能在黎巴嫩设立总部，则秘书长应同黎巴嫩政府协商确定法庭所在地，但须由联合国同法庭的东道国缔结总部协定。该决议还请联合国秘书长在90天内并于其后定期向安理会报告本决议的执行情况。
中国、印度尼西亚、卡塔尔、俄罗斯联邦、南非五国弃权。